# Gudsø Vig
Gudsø Vig är en vik i Danmark. Den ligger i Region Syddanmark, i den centrala delen av landet och har anslut till Koldingfjorden.